# عز الدين الأصبحي
عزالدين سعيد أحمد الأصبحي  سياسي وإعلامي يمني عين وزيراً لحقوق الإنسان في حكومة خالد بحاح بتاريخ 7 نوفمبر 2014  حتى قدمت حكومة خالد بحاح استقالتها في 22 يناير 2015، بعد انقلاب اليمن 2014 الذي قام به الحوثيون. واستأنف الاصبحي عمله كوزير لحقوق الإنسان من الرياض مقر الحكومة المصغرة في المنفى، وبعد ذلك أسندت له مهام القائم بأعمال وزير الإعلام ورئيس اللجنة العليا للإغاثة خلفاً لنادية السقاف. وتم تعيينه في 11 يناير 2017 سفيراً ومفوضاً فوق العادة للجمهورية اليمنية لدى المملكة المغربية.
شارك الأصبحي في مؤتمر جنيف بشأن اليمن الذي عقد في يونيو 2015 في صف حكومة الرئيس هادي وحلفائه.

## المؤهل العلمي
حاصل على بكالوريوس «علوم سياسية واقتصاد»، وحاصل على درجة الماجستير.

## مناصب وأدوار
- مؤسس مركز المعلومات والتأهيل لحقوق الإنسان منذ عام 1995م.
- محرر بصحيفة الجمهورية قسم التحقيقات الصحفية منذ 1985م.
- سكرتير تحرير صحيفة الجمهورية 1990م *1994م.
- مدير عام البحوث الصحفية 1995م
- عمل أثناء العمل بالصحيفة مشرفا على الصفحات الثقافية والفنية.
- عضو الهيئة الاستشارية لحقوق الإنسان في وزارة حقوق الإنسان.
- عضو الهيئة الادارية للجمعية اليمنية لحماية البيئة
- المشرف العام على مجلة حقوقنا أول مجلة تعنى بحقوق الإنسان منذ عام 1998م.
- عضو المجلس التنفيذي لاتحاد الأدباء والكتاب اليمنيين لثلاث دورات متتالية.
- نائب رئيس اتحاد الأدباء والكتاب اليمنيين (فرع تعز)منذ عام 1990م وحتى 2003م
- رئيس فرع اتحاد الأدباء والكتاب اليمنيين بتعز 2005م.
- مدير تحرير مجلة المعرفة منذ عام 1987م وحتى الآن.
- المنسق الإقليمي للشبكة الإقليمية للحد من سـوء استخدام وانتشار الأسلحة الصغيرة.
- رئيس تحالف مؤسسات المجتمع المدني العربي لمكافحة الفساد.
- انتخب في عضو الهئية الوطنية العليا لمكافحة الفساد «رئيس منظمات المجتمع المدني» عام 2007م.
- انتخب عضو لجنة حقوق الإنسان العربية «لجنة الميثاق» في الجامعة العربية في 2013 م.
- انتخب نائب رئيس الفيدرالية الدولية لحقوق الإنسان في مايو 2013 م.
- تم تعينه وزيرا لحقوق الإنسان في يوم الجمعة تاريخ 7-11-2014.
- في 11 يناير 2017 تم تعيينه سفير للجمهورية اليمنية لدى المملكة المغربية.

## جوائز
- شخصية العام باليمن عام 2000 من لجنة يمن تايمز
- تكريم نشطاء الديمقراطية العرب من مؤسسة الكواكبي تونس -عمان 2008
- جائزة النشطاء العرب في مجال حقوق الإنسان 2011
- جائزة البرنامج العربي لنشطاء حقوق الإنسان 2013

## مؤلفات
- خطوات في الليل - قصص قصيرة الطبعة الأولى القاهرة 1987م -الطبعة الثانية تعز 1994م
- للوجوه والأمكنة قصص قصيرة الطبعة الأولى دمشق - أثينا 1994م.
- البحث عن هوية -كتاب عن حياة وشعر سليمان العيسى -صادر عن اتحاد الكتاب العرب دمشق 1994م.
- تحديث الميثاق العربي لحقوق الإنسان 2001م.
- دليل المرشح للعملية الانتخابية "دليل تدريبي عملي 2001م.
- الشرعة الدولية لحقوق الإنسان -اليمن طبعة أولى 2003-طبعة ثانية 2006.
- دليل تدريب المدربين الخاص بالشرطة في مجال حقوق الإنسان (مع آخرين) دليل تدريبي عملي 2005